# Montodine

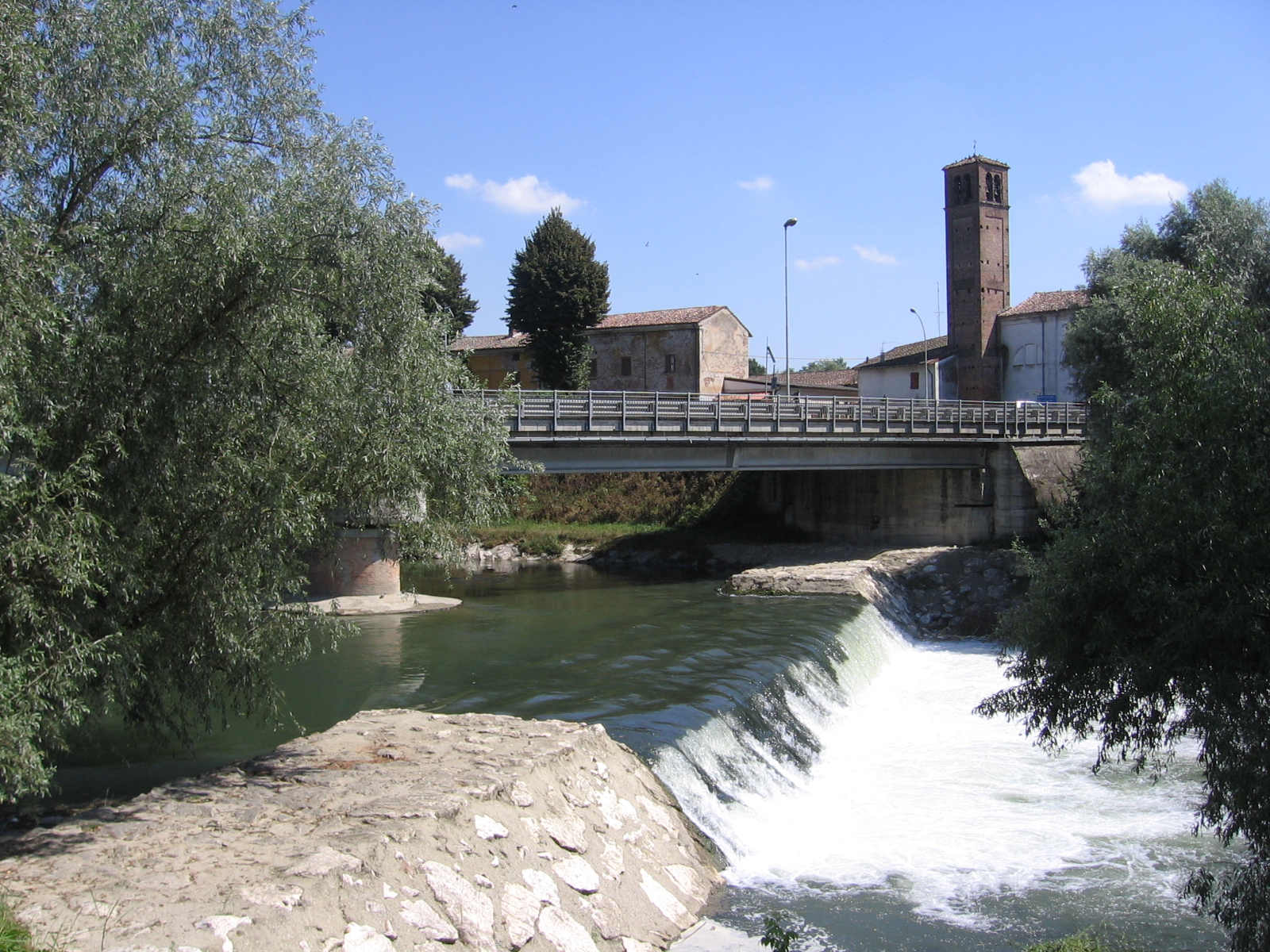
Der Serio bei Montodine

Montodine ist eine norditalienische Gemeinde (comune) mit 2441 Einwohnern (Stand 31. Dezember 2023) in der Provinz Cremona in der Lombardei. Die Gemeinde grenzt unmittelbar an die Provinz Lodi. Durch Montodine fließt der Serio und mündet hier in die Adda, die die südliche Gemeindegrenze bildet. Teile der Gemeinde gehören zum Parco del Serio und zum Parco dell'Adda Sud. Montodine gehört zur Unione del Gerundo.

## Persönlichkeiten
- Marco Villa (* 1969), Radrennfahrer, in Montodine aufgewachsen

## Verkehr
Durch die Gemeinde führt die frühere Strada statale 591 Cremasca (heute eine Provinzstraße) von Bergamo nach Codogno.